# Jakob Raitz von Frentz
Jakob Franz Hubert Freiherr Raitz von Frentz (* 30. Mai 1826 in Köln; † 26. September 1884 in Koblenz) war ein preußischer Beamter und Politiker.

## Leben und Werdegang
Raitz von Frentz besuchte von 1836 bis 1840 das Gymnasium in Düsseldorf und trat anschließend von 1840 bis 1844 in den Militärdienst. Nach einem Studium der Rechtswissenschaft war er bis 1854 erneut Offizier. 1855 wechselte er in den zivilen Staatsdienst und war seit diesem Jahr Kammerjunker. Zwischen 1856 und 1859 war er Oberamtmann in Sigmaringen. Danach war er bis 1884 Landrat des Landkreises Koblenz und 1863 auch Polizeidirektor von Koblenz.
Bereits in den 1850er Jahren gehörte er in Koblenz zum engen Kreis um die spätere Kaiserin Augusta.
Raitz von Frentz war Mitglied des rheinischen Provinziallandtages und war zwischen 1872 und 1874 Landtagsmarschall. Außerdem war er Schlosshauptmann von Stolzenfels. Zwischen 1867 und 1869 war er als Angehöriger der freikonservativen Fraktion Mitglied des preußischen Abgeordnetenhauses. 1867 wurde er zudem in den konstituierenden Reichstag des Norddeutschen Bundes gewählt.

## Familie

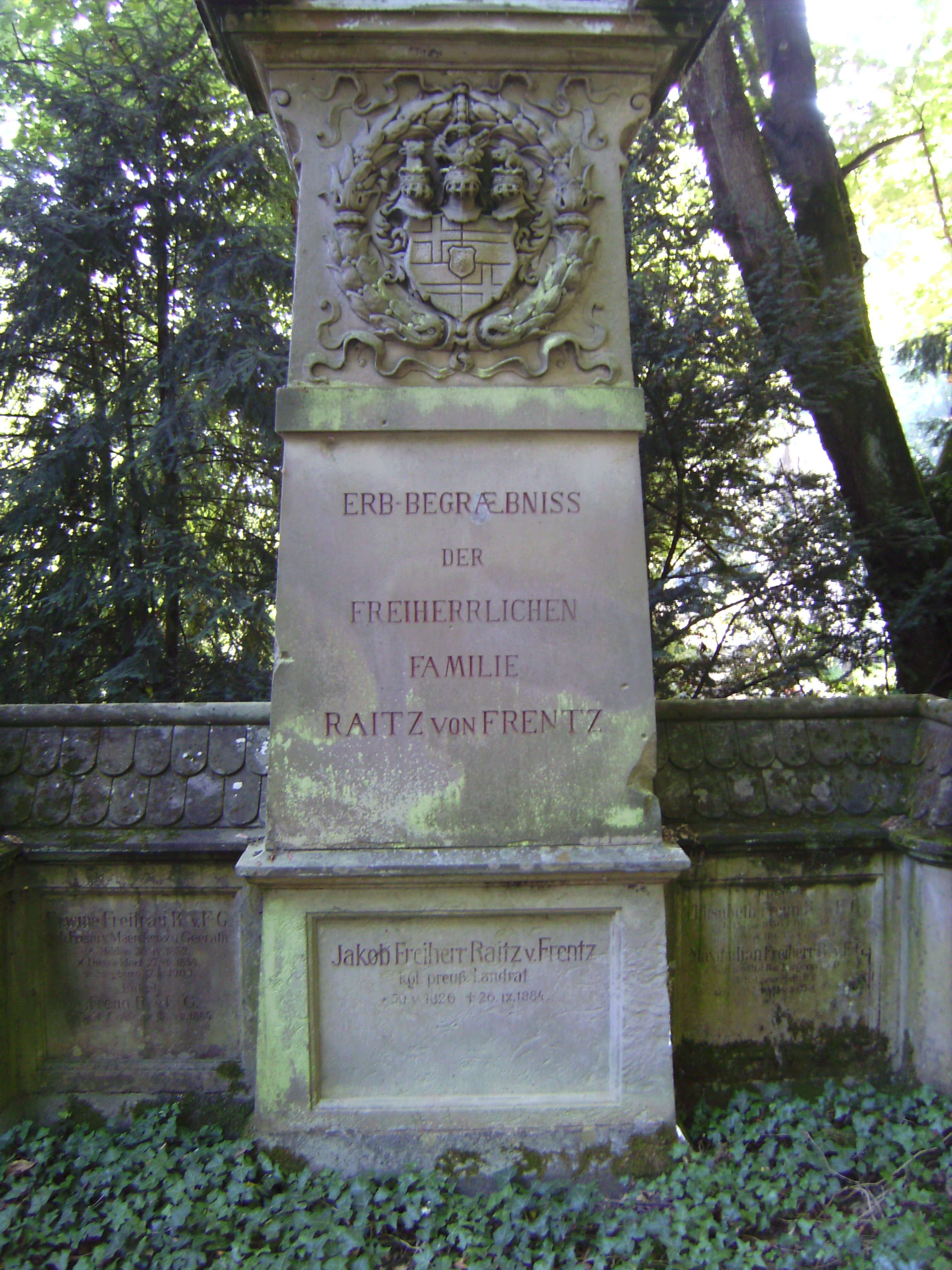
Grab auf dem Hauptfriedhof Koblenz

Jakob Raitz von Frentz war ein Sohn des Düsseldorfer Landrats Emmerich Raitz von Frentz (1803–1874). Er heiratete in erster Ehe am 28. Oktober 1852 Amalie von Heister (* 5. März 1828 in Düsseldorf; † 24. April 1853 in Venedig), dann in zweiter Ehe am 27. Juli 1854 Erwine Freiin von Maercken zu Geerath (* 30. April 1832 in Hilden; † 17. April 1909 in Siegburg). Aus der zweiten Ehe gingen sieben Kinder hervor.